# Lee Altus

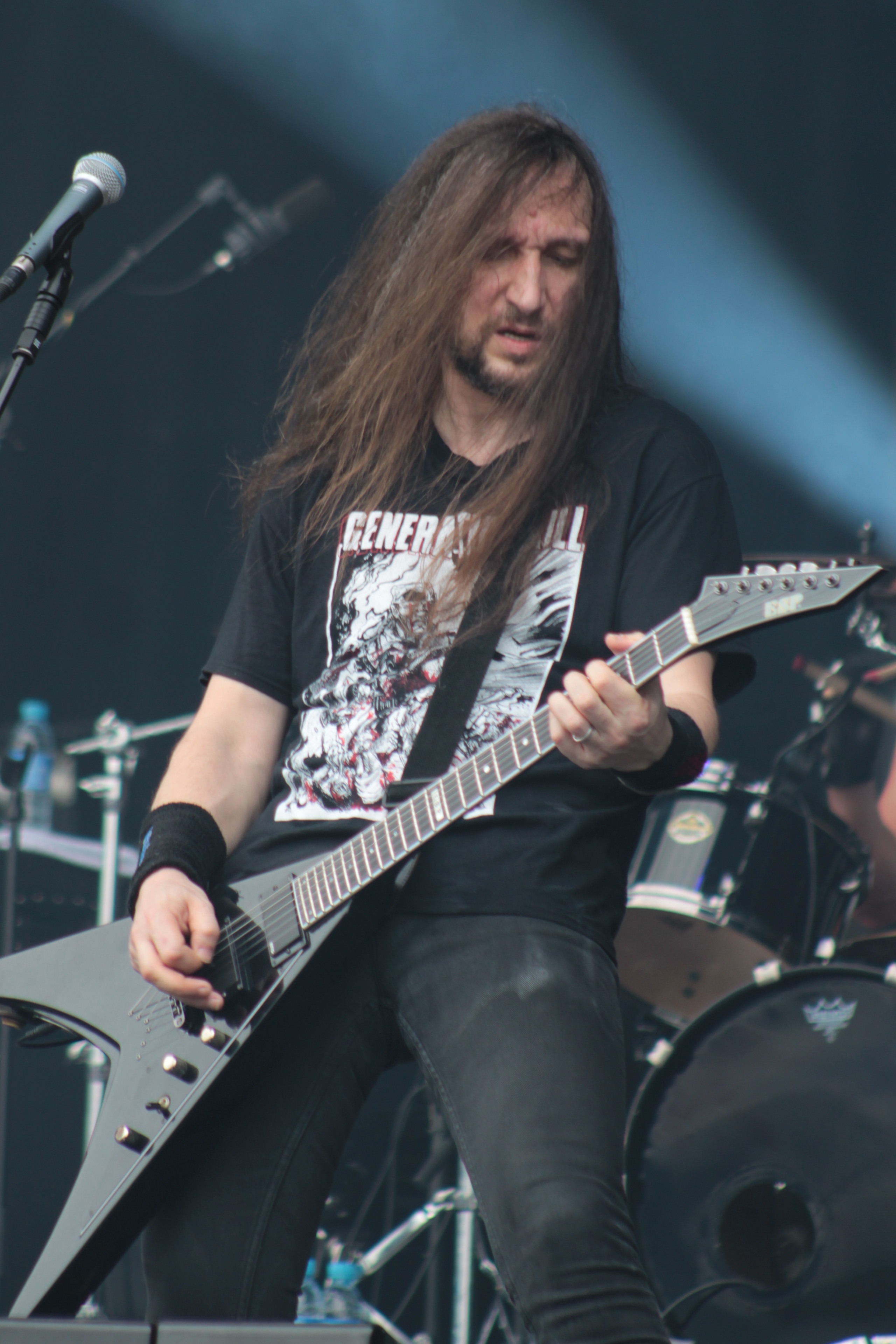
Lee Altus op Hellfest 2013

Lee Altus (Odessa, 13 mei 1966) is een Amerikaans gitarist, geboren in Oekraïne. Hij is meest bekend als de gitarist van de heavymetalbands Heathen en Exodus.
In de jaren 80 raakte Altus met zijn band Heathen bekend bij de underground scene van heavy metal. Tussen 1984 en 1992 bracht hij met Heathen vier albums uit, hoewel de band nooit commercieel een grote doorbraak kende. Na het uiteenvallen van Heathen in 1992 verhuisde Altus naar Duitsland, waar hij in de metalband Die Krupps speelde. In 2001 keerde hij terug naar de Verenigde Staten.
Na zijn terugkeer naar Amerika, in 2001, richtte hij Heathen opnieuw op. In 2020 verscheen er een nieuw album van de band.
In 2005 werd Altus gekozen als de nieuwe gitarist van Exodus, waar hij in 2020 nog steeds speelt en waarmee hij vier albums opnam. Hij verving daar Rick Hunolt, die meer tijd door wilde brengen met zijn familie.
- Gemeinsame Normdatei: 134953231
- International Standard Name Identifier: 0000 0000 5616 7580
- MusicBrainz: e1028d08-7ef0-4314-9790-a45467cfe685
- Virtual International Authority File: 79875801
- WorldCat: E39PBJfmvjtxt89vCPmByxvT73